# Benvenuti a Sarajevo
Benvenuti a Sarajevo (Welcome To Sarajevo) è un film del 1997 diretto da Michael Winterbottom, basato sul libro Natasha's Story di Michael Nicholson.
È stato presentato in concorso al 50º Festival di Cannes.

## Trama
Il film racconta dell'assedio di Sarajevo durante la guerra in Bosnia ed Erzegovina nel 1992, dal punto di vista d'una troupe televisiva britannica.